# 若昂·萨塞蒂
若昂·萨塞蒂（葡萄牙語：João Sassetti，1892年1月22日—1946年5月28日），葡萄牙男子击剑运动员。他曾代表葡萄牙参加1920年、1928年和1936年夏季奥林匹克运动会击剑比赛，其中1928年奥运会获得一枚铜牌。